# Raundalsfonna
De Raundalsfonna is een gletsjer op het eiland Edgeøya, dat deel uitmaakt van de Noorse eilandengroep Spitsbergen.

## Geografie
De gletsjer ligt midden in de noordelijke helft van het eiland, geïsoleerd van andere gletsjers. De gletsjer watert onder andere naar het noorden uit waar de gletsjerrivieren uitkomen in de zeestraat Freemansundet.
Ongeveer vijftien kilometer naar het zuiden ligt de gletsjer Storskavlen, op ongeveer vijf kilometer naar het zuidwesten de gletsjer Blåisen en op ongeveer vijf kilometer naar het noordwesten de gletsjer Bergfonna.